# Neotheronia facialis
Neotheronia facialis là một loài tò vò trong họ Ichneumonidae.